# Championnats du monde de cross-country 1978
Navigation
Édition précédente Édition suivante
Les 6e Championnats du monde de cross-country IAAF  se sont déroulés le 26 mars 1978 à Glasgow (dans le Parc Bellahouston) en Écosse.

## Résultats

### Cross long homme

#### Individuel
| Médaille | Athlète                            | Temps       |
| Or       | John Treacy Irlande                | 39 min 25 s |
| Argent   | Aleksandr Antipov Union soviétique | 39 min 28 s |
| Bronze   | Karel Lismont Belgique             | 39 min 32 s |

#### Équipes
| Médaille | Athlètes | Points  |
| Or       | France Pierre Levisse (10e) Lucien Rault (13e) Radhouane Bouster (18e) Alex Gonzalez (32e) Thierry Watrice (35e) Jean-Paul Gomez (43e) | 151 pts |
| Argent   | États-Unis Guy Arbogast (5e) Craig Virgin (6e) Greg Meyer (20e) Jeff Wells (29e) Bill Rodgers (44e) Mike Roche (52e)                   | 156 pts |
| Bronze   | Angleterre Tony Simmons (4e) Jon Wild (15e) Neil Coupland (28e) Mike McLeod (30e) Ken Newton (40e) Steve Kenyon (42e)                  | 159 pts |

### Course juniors hommes

#### Individuel
| Médaille | Athlète                  | Temps       |
| Or       | Mick Morton Angleterre   | 22 min 57 s |
| Argent   | Rob Earl Canada          | 23 min 10 s |
| Bronze   | Francisco Alario Espagne | 23 min 11 s |

#### Équipes
| Médaille | Athlète    | Points |
| Or       | Angleterre | 53 pts |
| Argent   | Canada     | 53 pts |
| Bronze   | Espagne    | 54 pts |

### Cross long femmes

#### Individuel
| Médaille | Athlète                    | Temps       |
| Or       | Grete Waitz Norvège        | 16 min 19 s |
| Argent   | Natalia Mărăşescu Roumanie | 16 min 49 s |
| Bronze   | Maricica Puica Roumanie    | 16 min 59 s |

#### Équipes
| Médaille | Athlète                                                                                          | Points |
| Or       | Roumanie Natalia Mărăşescu (2e) Maricica Puica (3e) Georgeta Gazibara (8e) Antoaneta Iacob (17e) | 30 pts |
| Argent   | États-Unis Julie Shea (4e) Jan Merrill (7e) Kathy Mills (11e) Brenda Webb (15e)                  | 37 pts |
| Bronze   | Angleterre Joyce Smith (9e) Christine Benning (12e) Penny Yule (16e) Mary Stewart (18e)          | 55 pts |